# U.S. Route 9
Pour les articles homonymes, voir Route 9.
La U.S. Route 9 (US 9) est une US Route sud–nord se trouvant au Delaware, au New Jersey et dans l'État de New York dans le nord-est des États-Unis. Elle est l'une des deux seules US Routes à avoir un traversier sur son trajet (Cap May–Lewes Ferry, entre Lewes, Delaware et North Cape May, New Jersey); l'autre étant la US 10. La US 9 est identifiée comme ouest–est au Delaware et sud–nord sur le reste de son trajet. Le terminus sud de la route est à Laurel, Delaware, à l'intersection avec la US 13, alors que son terminus nord se trouve à la jonction avec l'I-87 à Champlain, New York, au sud de la frontière canadienne.

## Description du tracé
|       | mi     | km     |
| ----- | ------ | ------ |
| DE    | 30,92  | 49,76  |
| NJ    | 166,80 | 268,44 |
| NY    | 325,01 | 523,05 |
| Total | 522,73 | 841,25 |

La majorité de la US 9 est une route à deux voies, avec quelques exceptions près de régions plus populeuses. L'exception majeure se trouve au centre et au nord du New Jersey, où elle est une route à quatre ou six voies divisées, essentiellement sur tout son multiplex avec la US 1. D'autres segments similaires existent à New York et près d'Albany.
Au New Jersey, la US 9 suit la Garden State Parkway et, dans l'État de New York, elle est largement parallèle à l'I-87.

### Delaware

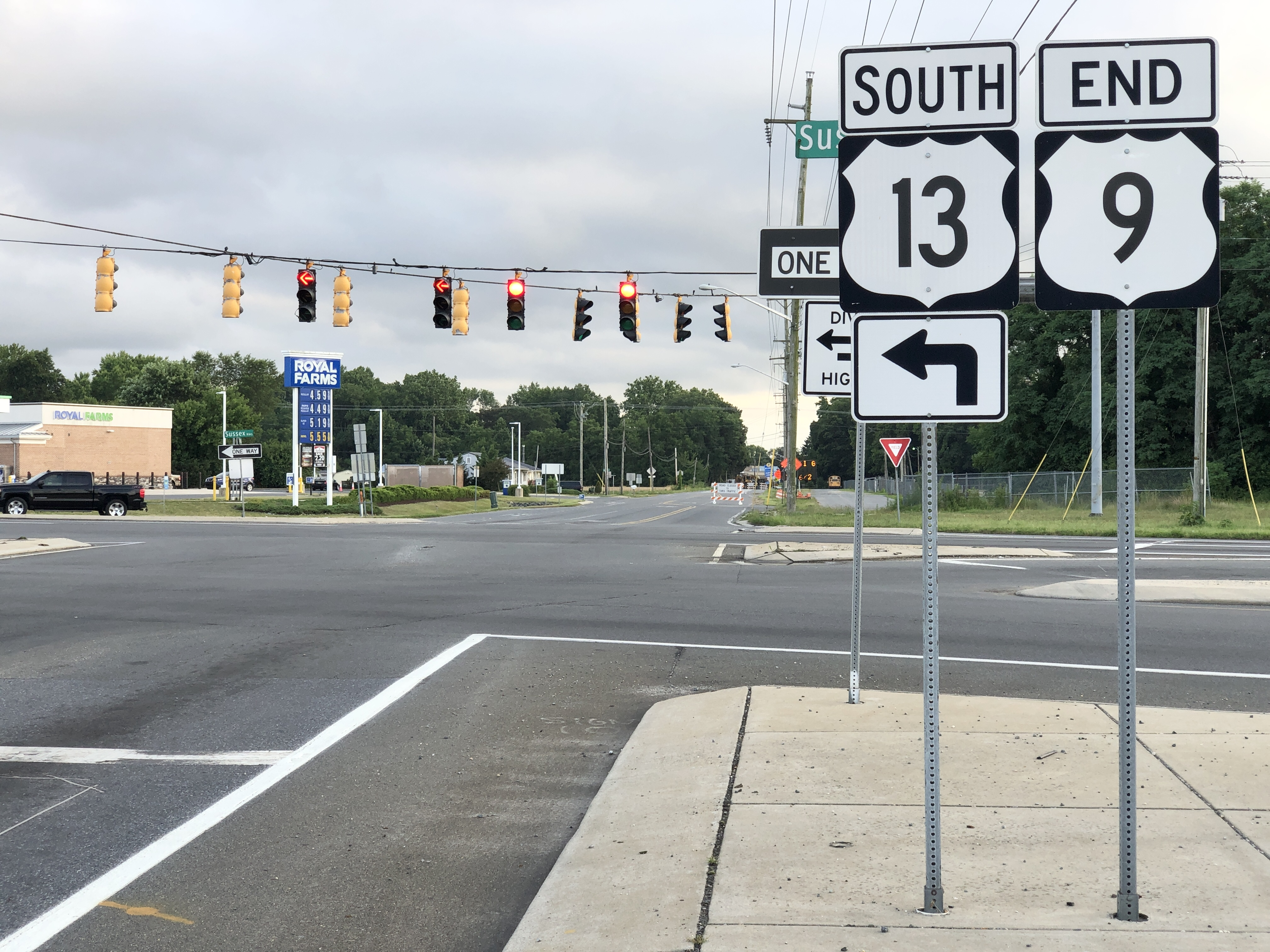
Terminus sud de la US 9 à l'intersection avec la US 13 à Laurel, Delaware

La US 9 suit une orientation ouest–est dans le comté de Sussex, débutant à l'intersection avec la US 13 à Laurel, passant par Georgetown et Lewes, où elle emprunte le traversier Cap May–Lewes, lequel porte la US 9 au-delà de la Baie de la Delaware jusqu'au New Jersey. La US 9 a été prolongée au Delaware via ce traversier en 1974.

### New Jersey

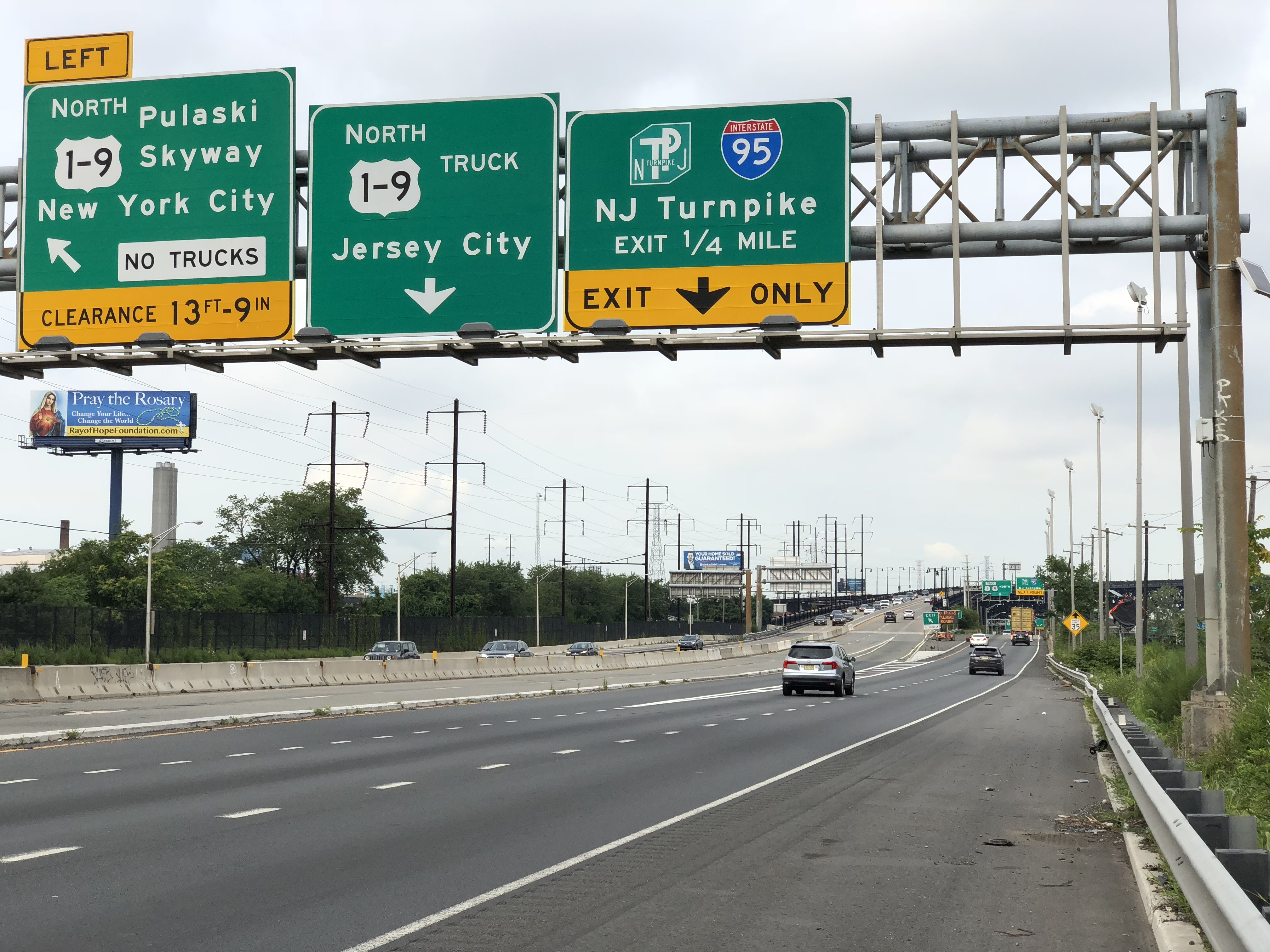
US 1/9 nord à Newark, New Jersey s'approchant de la Pulaski Skyway

Depuis Cape May, la US 9 se dirige vers le nord en longeant la Garden State Parkway, jusqu'à ce qu'elle la rejoigne en multiplex pour traverser la Great Egg Harbor Bay. Après avoir traversé la baie, elle quitte le Parkway et traverse les banlieues d'Atlantic City jusqu'à ce qu'elle rejoigne à nouveau le Parkway pour traverser l'estuaire du fleuve Mullica. À New Gretna, la US 9 quitte le parkway et longe des régions boisées et marécageuses près de Little Egg Harbor et des baies de Manahawkin et de Barnegat, passant par Manahawkin et longeant Long Beach Island jusqu'à South Toms River où la route rejoint la Parkway pour une troisière et dernière fois. À Toms River, elle quitte la Parkway et continue vers le nord à travers Toms River jusqu'à Lakewood, où la route devient une autoroute à chaussées séparées en passant par Howell Township, Freehold Township, Manalapan Township, Marlboro Township, Old Bridge Township, Sayreville et Perth Amboy. À partir de là, la route reprend un tracé parallèle au Garden State Parkway. Après avoir traversé le fleuve Raritan, elle rejoint la US 1 à Woodbridge Township. Le multiplex se poursuit au-delà de l'Aéroport international Liberty de Newark et sur la Pulaski Skyway, quittant finalement l'état, avec la US 1 et l'I-95, sur le Pont George-Washington.

#### Multiplex avec la US 1

Bouclier du multiplex avec la US 1 dans le New Jersey

Une grande section au nord-est du New Jersey et une petite partie dans le sud de New York des deux routes (US 9 et US 1) forment un multiplex. Les boucliers de cette section, aussi partagée avec la Pulaski Skyway, présentent souvent les deux numéros sur le même bouclier (1–9 ou 1&9).

### New York
La US 9 quitte le multiplex avec l'I-95 / US 1 peu après avoir traversé le fleuve Hudson. Elle emprunte Broadway vers le nord en passant par la pointe nord de Manhattan via le Pont de Broadway. Elle passe par le Bronx et le comté de Westchester où elle suit la vieille Albany Post Road, laquelle date du début de la nation.
Suivant le fleuve Hudson comme route de surface achalandée dans plusieurs villages suburbains et passant près de lieux historiques comme Sunnyside et Kykuit, la US 9 devient la Croton Expressway entre Croton-on-Hudson et Peekskill. Ce segment prend fin à l'intersection avec Annsville Circle (US 6 et US 202), où la US 9 redevient une route à deux voies. À Fishkill, la route passe par le Van Wyck Homestead Museum et devient une route à six voies divisées jusqu'à ce qu'elle atteigne les limites de Poughkeepsie. Elle se rétrécit à quatre voies jusqu'à St. Andrews Road, au nord de la limite entre Hyde Park et Poughkeepsie. Là, elle redevient une route à deux voies.
À Red Hook, la US 9 bifurque vers les terres et devient une route rurale de deux voies dans le comté de Columbia. Dans le comté de Rensselaer, elle s'élargit et croise l'I-90 et rejoint la US 20 jusqu'à Albany, où elle traverse l'Hudson. Il s'agit-là d'une route de surface achalandée dans la capitale de l'état. Elle passe ensuite dans ses banlieues nord et se rend jusqu'à Saratoga Springs et Lake George, aux limites du Parc Adirondack.
La section de la US 9 dans l'Adirondack est la moins achalandée du tracé alors qu'elle passe dans d'épaisses forêts et quelques hameaux occasionnels. Environ 100 miles (160 km) au nord, elle quitte le parc et se trouve à proximité du Lac Champlain jusqu'à Plattsburgh. Au nord de Plattsburgh, elle entame ses derniers miles jusqu'à Champlain, se terminant sur une rampe d'accès de l'I-87 tout juste au sud de la frontière.

## Intersections majeures
Delaware
 US 13 au nord-est de Laurel
 US 113 à Georgetown
 Traversier Cape May–Lewes à Lewes. La US 9 emprunte le traversier à travers la Baie de la Delaware vers North Cape May, New Jersey.
New Jersey
 US 40 / US 322 à Pleasantville
 US 30 à Absecon
 I-195 à Howell Township
 I-95 à Woodbridge Township
 US 1 à Woodbridge Township. Les routes forment un multiplex jusqu'à Manhattan, New York.
 I-278 à Linden
 I-78 à Newark
 US 22 à Newark
 I-78 à Newark
 US 46 à Palisades Park. Les routes forment un multiplex jusqu'à la frontière entre le New Jersey et l'État de New York.
 I-95 à Fort Lee. Les routes forment un multiplex jusqu'à Manhattan, New York.
 US 9W à Fort Lee
New York
 I-87 / I-287 à Tarrytown
 US 6 / US 202 à Peekskill. Les routes forment un multiplex jusqu'au nord-ouest de Peekskill.
 I-84 à Fishkill
 US 44 à Poughkeepsie
 I-90 à Schodack
 US 20 à Schodack. Les routes forment un multiplex jusqu'à Albany.
 I-90 à Schodack
 US 4 à East Greenbush
 I-787 à Albany
 I-90 à Albany
 I-87 au sud de Saratoga Springs
 I-87 à Moreau
 I-87 à Queensbury
 US 11 à Champlain
 I-87 vers A-15 à Champlain

## Routes auxiliaires
- US 9W, route reliant Fort Lee, New Jersey, à Albany, New York, en suivant généralement la rive gauche du fleuve Hudson
- US 209, route reliant Millersburg, Pennsylvanie à Ulster, New York